# Epimydia dialampa
Epimydia dialampa är en fjärilsart som beskrevs av Otto Staudinger 1892. Epimydia dialampa ingår i släktet Epimydia och familjen björnspinnare. Inga underarter finns listade i Catalogue of Life.